# Georges Dupont (athlétisme)
Pour les articles homonymes, voir Georges Dupont et Dupont ou Dupond.
Georges Dupont (né le 14 mai 1903 à Annemasse et mort le 5 avril 1983 à Annecy) est un athlète français, spécialiste des épreuves de sprint.
Il participe aux Jeux olympiques d'été de 1928 à Amsterdam. Quart de finaliste sur 400 m, il se classe 6e de la finale du relais 4 x 400 mètres en compagnie de Georges Krotoff, Joseph Jackson et René Féger.